# César/Bester Schnitt

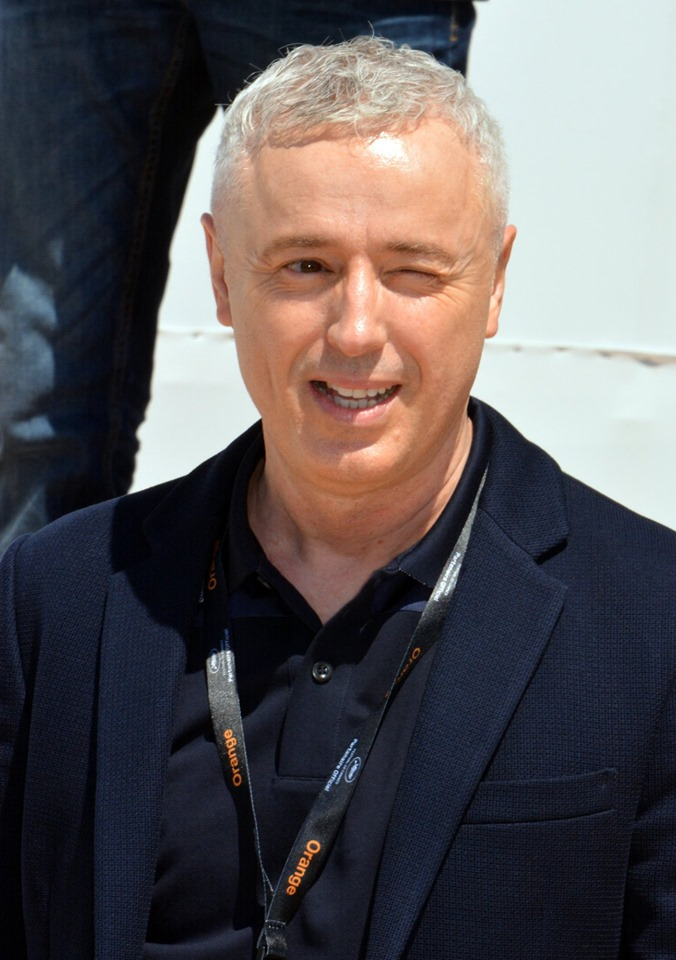
Preisträger 2018: Robin Campillo (120 BPM)

Der César in der Kategorie Bester Schnitt (Meilleur montage) wird seit 1976 verliehen. Die Mitglieder der Académie des Arts et Techniques du Cinéma vergeben ihre Auszeichnungen für die besten Filmproduktionen und Filmschaffenden rückwirkend für das vergangene Kinojahr.
| Statistik                          | Name              | Anzahl | Jahr                                                                  |
| ---------------------------------- | ----------------- | ------ | --------------------------------------------------------------------- |
| Häufigste Auszeichnungen           | Juliette Welfling | 5      | 1995, 2006, 2008, 2010, 2013                                          |
| Häufigste Nominierungen (* = Sieg) | Juliette Welfling | 11     | 1995*, 1997, 2002, 2006*, 2008*, 2010*, 2013*, 2014, 2016, 2019, 2025 |
| Häufigste Nominierungen (* = Sieg) | Hervé de Luze     | 10     | 1994, 1998*, 2001, 2003, 2004, 2007*, 2007, 2010, 2011*, 2020         |
| Häufigste Nominierungen ohne Sieg  | Henri Lanoë       | 8      | 1977, 1978, 1979, 1980, 1982, 1983, 1986, 1998                        |

Die nachfolgend aufgeführten Filme werden mit ihrem deutschen Verleihtitel (sofern ermittelbar) angegeben, danach folgt in Klammern in kursiver Schrift der französische Originaltitel. Die Nennung des französischen Originaltitels entfällt, wenn deutscher und französischer Filmtitel identisch sind. Die Gewinner stehen hervorgehoben an erster Stelle.

## 1970er-Jahre
1976
Geneviève Winding – Quartett Bestial (Sept morts sur ordonnance)
- Christiane Lack – Nachtblende (L’important c’est d’aimer)
- Jean Ravel – Adieu, Bulle (Adieu poulet)
- Marie-Josèphe Yoyotte – Die schönen Wilden (Le sauvage)
- Eva Zora – Das alte Gewehr (Le vieux fusil)

1977
Marie-Josèphe Yoyotte – Police Python 357
- Henri Lanoë – Monsieur Klein
- Claudine Merlin – Barocco
- Jean Ravel – Die Frau am Fenster (Une femme à sa fenêtre)

1978
Albert Jurgenson – Providence
- Françoise Bonnot – Die einfache Vergangenheit (Le passé simple)
- Henri Lanoë – Lohn der Giganten (La menace)
- Chris Marker – Rot ist die blaue Luft (Le fond de l’air est rouge)

1979
Raymonde Guyot – Ohne Datenschutz (Le dossier 51)
- Henri Lanoë – Mord in Barcelona (Un papillon sur l’épaule)
- Jean Ravel – Das Geld der anderen (L’argent des autres)
- Geneviève Winding – Lautlose Angst (L’etat sauvage)

## 1980er-Jahre
1980
Reginald Beck – Don Giovanni
- Thierry Derocles – Série noire
- Henri Lanoë – Edouard, der Herzensbrecher (Le cavaleur)
- Claudine Merlin – Den Mörder trifft man am Buffet (Buffet froid)
- Claudine Merlin – Die Schwestern Brontë (Les sœurs Brontë)

1981
Martine Barraqué – Die letzte Metro (Le dernier métro)
- Albert Jurgenson – Der Regenschirmmörder (Le coup du parapluie)
- Armand Psenny – Death Watch – Der gekaufte Tod (La mort en direct)
- Geneviève Winding – Die Bankiersfrau (La banquière)

1982
Albert Jurgenson – Das Verhör (Garde à vue)
- Sophie Bhaud und Hugues Darmois – Ein jeglicher wird seinen Lohn empfangen … (Les uns et les autres)
- Henri Lanoë – Malevil
- Armand Psenny – Der Saustall (Coup de torchon)

1983
Noëlle Boisson – Qu’est-ce qui fait courir David?
- Françoise Javet – La Balance – Der Verrat (La balance)
- Henri Lanoë – Entscheidung am Kap Horn (Les quarantièmes rugissants)
- Armand Psenny – Kaltes Blut (Tir groupé)
- Jean Ravel – Stern des Nordens (L’étoile du Nord)

1984
Jacques Witta – Ein mörderischer Sommer (L’été meurtrier)
- Françoise Bonnot – Hanna K.
- Denise de Casabianca – Der verführte Mann – L’Homme blessé (L’homme blessé)
- Claire Pinheiro – Schattenmund (Les mots pour le dire)
- Françoise Prenant – Faits Divers (Faits divers)

1985
Nicole Saunier – Die Bestechlichen (Les ripoux)
- Armand Psenny – Ein Sonntag auf dem Lande (Un dimanche à la campagne)
- Claudine Merlin – Geschichte eines Lächelns (Notre histoire)
- Geneviève Winding – Souvenirs, Souvenirs (Souvenirs, souvenirs)

1986
Raymonde Guyot – Gefahr im Verzug (Péril en la demeure)
- Yann Dedet – Der Bulle von Paris (Police)
- Henri Lanoë – Mörderischer Engel (On ne meurt que deux fois)
- Sophie Schmit – Subway

1987
Isabelle Dedieu – Thérèse
- Claudine Merlin – Abendanzug (Tenue de soirée)
- Monique Prim – Betty Blue – 37,2 Grad am Morgen (37° 2 le matin)
- Armand Psenny – Um Mitternacht (Autour de minuit)

1988
Emmanuelle Castro – Auf Wiedersehen, Kinder (Au revoir les enfants)
- Yann Dedet – Die Sonne Satans (Sous le soleil de Satan)
- Raymonde Guyot – Am großen Weg (Le grand chemin)

1989
Noëlle Boisson – Der Bär (L’ours)
- Raymonde Guyot – Die Vorleserin (La lectrice)
- Jeanne Kef und Joëlle Hache – Camille Claudel

## 1990er-Jahre
1990
Claudine Merlin – Zu schön für Dich (Trop belle pour toi)
- Joëlle Hache – Die Verlobung des Monsieur Hire (Monsieur Hire)
- Armand Psenny – Das Leben und nichts anderes (La vie et rien d’autre)

1991
Noëlle Boisson – Cyrano von Bergerac (Cyrano de Bergerac)
- Joëlle Hache – Der Mann der Friseuse (Le mari de la coiffeuse)
- Olivier Mauffroy – Nikita

1992
Hervé Schneid – Delicatessen
- Claudine Merlin – Merci la vie
- Marie-Josèphe Yoyotte – Die siebente Saite (Tous les matins du monde)

1993
Lise Beaulieu – Wilde Nächte (Les nuits fauves)
- Noëlle Boisson – Der Liebhaber (L’amant)
- Geneviève Winding – Indochine

1994
Jacques Witta – Drei Farben: Blau (Trois couleurs: Bleu)
- Albert Jurgenson – Smoking / No Smoking
- Catherine Kelber – Die Besucher (Les visiteurs)
- Hervé de Luze – Germinal

1995
Juliette Welfling – Wenn Männer fallen (Regarde les hommes tomber)
- Sylvie Landra – Léon – Der Profi (Léon)
- Hélène Viard und François Gédigier – Die Bartholomäusnacht (La reine Margot)

1996
Scott Stevenson und Mathieu Kassovitz – Hass (La haine)
- Noëlle Boisson – Der Husar auf dem Dach (Le hussard sur le toit)
- Jacqueline Thiédot – Nelly & Monsieur Arnaud (Nelly et Mr Arnaud)

1997
Marie-Josèphe Yoyotte und Florence Ricard – Mikrokosmos – Das Volk der Gräser (Microcosmos, le peuple de l’herbe)
- Joëlle Hache – Ridicule – Von der Lächerlichkeit des Scheins (Ridicule)
- Juliette Welfling – Das Leben: Eine Lüge (Un héros très discret)

1998
Hervé de Luze – Das Leben ist ein Chanson (On connaît la chanson)
- Sylvie Landra – Das fünfte Element (The Fifth Element)
- Henri Lanoë – Duell der Degen (Le bossu)

1999
Véronique Lange – Taxi
- Luc Barnier und Françoise Bonnot – Place Vendôme
- François Gédigier – Wer mich liebt, nimmt den Zug (Ceux qui m’aiment prendront le train)

## 2000er-Jahre
2000
Emmanuelle Castro – Späte Reise (Voyages)
- Joëlle Hache – Die Frau auf der Brücke (La fille sur le pont)
- Sylvie Landra – Johanna von Orleans (The Messenger: The Story of Joan of Arc)

2001
Yannick Kergoat – Harry meint es gut mit dir (Harry, un ami qui vous veut du bien)
- Hervé de Luze – Lust auf Anderes (Le goût des autres)
- Maryline Monthieux – Die purpurnen Flüsse (Les rivières pourpres)

2002
Marie-Josèphe Yoyotte – Nomaden der Lüfte – Das Geheimnis der Zugvögel (Le peuple migrateur)
- Hervé Schneid – Die fabelhafte Welt der Amélie (Le fabuleux destin d’Amélie Poulain)
- Juliette Welfling – Lippenbekenntnisse (Sur mes lèvres)

2003
Nicolas Philibert – Sein und Haben (Être et avoir)
- Hervé de Luze – Der Pianist (The Pianist)
- Francine Sandberg – L’auberge espagnole (L’auberge espagnole)

2004
Ludo Troch – Cavale – Auf der Flucht (Cavale), Valérie Loiseleux – Ein tolles Paar (Un couple épatant), Danielle Anezin – Nach dem Leben (Après la vie)
- Hervé de Luze – Pas sur la bouche
- Maryline Monthieux – Bon Voyage

2005
Noëlle Boisson – Zwei Brüder (Deux frères)
- Hugues Darmois – 36 – Tödliche Rivalen (36 Quai des Orfèvres)
- Hervé Schneid – Mathilde – Eine große Liebe (Un long dimanche de fiançailles)

2006
Juliette Welfling – Der wilde Schlag meines Herzens (De battre mon cœur s’est arrêté)
- Sabine Emiliani – Die Reise der Pinguine (La marche de l’empereur)
- Francine Sandberg – L’auberge espagnole – Wiedersehen in St. Petersburg (Les poupées russes)

2007
Hervé de Luze – Kein Sterbenswort (Ne le dis à personne)
- Martine Giordano – Chanson d’Amour (Quand j’étais chanteur)
- Yannick Kergoat – Tage des Ruhms (Indigènes)
- Sylvie Landra – Ein perfekter Platz (Fauteuils d’orchestre)
- Hervé de Luze – Herzen (Cœurs)

2008
Juliette Welfling – Schmetterling und Taucherglocke (La scaphandre et le papillon)
- Ghalya Lacroix und Camille Toubkis – Couscous mit Fisch (La graine et le mulet)
- Véronique Lange – Ein Geheimnis (Un secret)
- Richard Marizy und Yves Beloniak – La vie en rose (La môme)
- Stéphane Roche – Persepolis (Persépolis)

2009
Sophie Reine – C’est la vie – So sind wir, so ist das Leben (Le premier jour du reste de ta vie)
- Laurence Briaud – Ein Weihnachtsmärchen (Un conte de Noël)
- Robin Campillo und Stéphanie Léger – Die Klasse (Entre les murs)
- Francine Sandberg – So ist Paris (Paris)
- Hervé Schneid und Bill Pankow – Public Enemy No. 1 – Mordinstinkt (Mesrine: L’instinct de mort) und Public Enemy No. 1 – Todestrieb (Mesrine: L’ennemi public n°1)

## 2010er-Jahre
2010
Juliette Welfling – Ein Prophet (Un prophète)
- Célia Lafitedupont – Der Retter (À l’origine)
- Hervé de Luze – Vorsicht Sehnsucht (Les herbes folles)
- Andrea Sedláčková – Welcome
- Ludo Troch – Das Konzert (Le concert)

2011
Hervé de Luze – Der Ghostwriter (The Ghost Writer)
- Luc Barnier – Carlos – Der Schakal (Carlos)
- Annette Dutertre – Tournée
- Marie-Julie Maille – Von Menschen und Göttern (Des hommes et des dieux)
- Maryline Monthieux – Gainsbourg – Der Mann, der die Frauen liebte (Gainsbourg (Vie héroïque))

2012
Laure Gardette und Yann Dedet – Poliezei (Polisse)
- Anne-Sophie Bion und Michel Hazanavicius – The Artist
- Laurence Briaud – Der Aufsteiger (L’exercice de l’état)
- Pauline Gaillard – Das Leben gehört uns (La guerre est déclarée)
- Dorian Rigal-Ansous – Ziemlich beste Freunde (Intouchables)

2013
Juliette Welfling – Der Geschmack von Rost und Knochen (De rouille et d’os)
- Luc Barnier – Leb wohl, meine Königin! (Les adieux à la reine)
- Annette Dutertre und Michel Klochendler – Camille – Verliebt nochmal! (Camille redouble)
- Nelly Quettier – Holy Motors
- Monika Willi – Liebe (Amour)

2014
Valérie Deseine – Maman und ich (Les garçons et Guillaume, à table!)
- Jean-Christophe Hym – Der Fremde am See (L’inconnu du lac)
- Christophe Pinel – 9 mois ferme
- Camille Toubkis, Albertine Lastera, Jean-Marie Lengelle und Ghalya Lacroix – Blau ist eine warme Farbe (La vie d’Adèle – Chapitre 1 & 2)
- Juliette Welfling – Le passé – Das Vergangene (Le passé)

2015
Sonia Ben Rachid – Timbuktu
- Frédéric Baillehaiche – Party Girl
- Lilian Corbeille – Liebe auf den ersten Schlag (Les combattants)
- Christel Dewynter – Hippokrates und ich (Hippocrate)
- Fabrice Rouaud – Saint Laurent

2016
Mathilde Van de Moortel – Mustang
- Laurence Briaud – Meine goldenen Tage (Trois souvenirs de ma jeunesse)
- Simon Jacquet – Mein ein, mein alles (Mon roi)
- Cyril Nakache – Madame Marguerite oder die Kunst der schiefen Töne (Marguerite)
- Juliette Welfling – Dämonen und Wunder (Dheepan)

2017
Xavier Dolan – Einfach das Ende der Welt (Juste la fin du monde)
- Job ter Burg – Elle
- Laure Gardette – Frantz
- Simon Jacquet – Die Frau im Mond – Erinnerung an die Liebe (Mal de pierres)
- Loïc Lallemand und Vincent Tricon – Divines

2018
Robin Campillo – 120 BPM (120 battements par minute)
- François Gédigier – Barbara
- Julie Lena, Lilian Corbeille und Grégoire Pontécaille – Bloody Milk (Petit paysan)
- Christophe Pinel – Au revoir là-haut
- Dorian Rigal-Ansous – Das Leben ist ein Fest (Le Sens de la fête)

2019
Yorgos Lamprinos – Nach dem Urteil (Jusqu’à la garde)
- Valérie Deseine – Les chatouilles
- Isabelle Devinck – Lieber Antoine als gar keinen Ärger (En liberté!)
- Simon Jacquet – Ein Becken voller Männer (Le grand bain)
- Juliette Welfling – The Sisters Brothers

## 2020er-Jahre
2020
Flora Volpelière – Die Wütenden – Les Misérables (Les misérables)
- Anny Danché und Florent Vassault – Die schönste Zeit unseres Lebens (La belle époque)
- Laure Gardette – Gelobt sei Gott (Grâce à Dieu)
- Hervé de Luze – Intrige (J’accuse)
- Dorian Rigal-Ansous – Alles außer gewöhnlich (Hors normes)

2021
Tina Baz – Jugend (Adolescentes)
- Annette Dutertre – Mein Liebhaber, der Esel & Ich (Antoinette dans les Cévennes)
- Laure Gardette – Sommer 85 (Été 85)
- Christophe Pinel – Was dein Herz dir sagt – Adieu ihr Idioten! (Adieu les cons)
- Martial Salomon – Leichter gesagt als getan (Les choses qu’on dit, les choses qu’on fait)

2022
Nelly Quettier – Annette
- Frédéric Baillehaiche – In den besten Händen (La fracture)
- Valentin Féron – Black Box – Gefährliche Wahrheit (Boîte noire)
- Simon Jacquet – Bac Nord – Bollwerk gegen das Verbrechen (BAC Nord)
- Cyril Nakache – Verlorene Illusionen (Illusions perdues)

2023
Mathilde Van de Moortel – Julie – Eine Frau gibt nicht auf (À plein temps)
- Anne-Sophie Bion – Das Leben ein Tanz (En corps)
- Pierre Deschamps – Verkehrte Welt (L’innocent)
- Laure Gardette – November (Novembre)
- Laurent Rouan – In der Nacht des 12. (La nuit du 12)

2024
Laurent Sénéchal – Anatomie eines Falls (Anatomie d’une chute)
- Francis Vesin – All eure Gesichter (Je verrai toujours vos visages)
- Valérie Loiseleux – Little Girl Blue
- Yann Dedet – Der Fall Goldman (Le procès Goldman)
- Lilian Corbeille – Animalia (Le règne animal)

2025
Xavier Sirven – L’histoire de Souleymane
- Guerric Catala – Die leisen und die großen Töne (En fanfare)
- Simon Jacquet – L’amour ouf
- Célia Lafitedupont – Der Graf von Monte Christo (Le Comte de Monte-Cristo)
- Juliette Welfling – Emilia Pérez